# Westside (Los Angeles County)
Koordinaten: 34° 4′ N, 118° 27′ W
Als Westside wird ein Teil des Los Angeles County bezeichnet. Er liegt zentral in der Bucht von Santa Monica und umfasst (je nach Definition), neben eigenen Stadtteilen Los Angeles’, mehrere Städte und gemeindefreie Gebiete. Die Westside bildet neben Central Los Angeles den wichtigsten Geschäftsbezirk des Großraums L.A., enthält aber auch einige der begehrtesten Wohnlagen.
Das Mapping-L.A.-Projekt der Los Angeles Times zählt folgende Stadtteile L.A.s zur Westside:
- Bel Air
- Beverly Crest
- Beverlywood
- Brentwood
- Century City
- Cheviot Hills (Los Angeles)
- Del Rey
- Pacific Palisades
- Palms
- Pico-Robertson
- Playa Vista
- Rancho Park
- Sawtelle
- Venice
- West Los Angeles
- Westwood

Außerdem die Städte:
- Beverly Hills
- Culver City
- Santa Monica

Zuletzt die gemeindefreien Gebiete:
- Ladera Heights
- Marina del Rey
- Veterans Administration